# Chad Carvin
Chad Robb Carvin (* 13. April 1974 in Laguna Beach, Kalifornien) ist ein ehemaliger Schwimmer aus den Vereinigten Staaten. Er erhielt 2000 in Sydney eine olympische Silbermedaille. Bei Weltmeisterschaften auf der Langbahn (50 Meter) gewann er je eine Silber- und Bronzemedaille, bei Weltmeisterschaften auf der Kurzbahn (25 Meter) erschwamm er drei Goldmedaillen, zwei Silbermedaillen und vier Bronzemedaillen.

## Karriere
Carvin besuchte die Laguna Hills High School und danach die University of Arizona. Nach seiner Graduierung schwamm der 1,88 Meter große Carvin für die Mission Viejo Nadadores.
Bei den Pan Pacific Swimming Championships gewann Carvin 1993 in Kōbe die Bronzemedaille über 400 Meter Freistil hinter den Australiern Kieren Perkins und Daniel Kowalski, über 800 Meter Freistil siegte Kowalski vor Perkins und Carvin. Über 1500 Meter Freistil belegte Carvin den fünften Platz. Im Jahr darauf bei den Weltmeisterschaften 1994 in Rom wurde Carvin Achter über 200 Meter Freistil und Vierter mit der 4-mal-200-Meter-Freistilstaffel, die in der Besetzung Chad Carvin, Ugur Taner, Chris Eckerman und Josh Davis antrat. 1995 bei den Pan Pacific Swimming Championships in Atlanta wurde Carvin Zweiter mit der 4-mal-200-Meter-Freistilstaffel. Über 200 Meter Freistil wurde er Dritter hinter dem Neuseeländer Danyon Loader und Daniel Kowalski. Über 400 Meter Freistil siegte Kowalski vor Loader und Carvin.
Im April 1997 fanden in Göteborg die Kurzbahnweltmeisterschaften statt. Carvin wurde Sechster mit der 4-mal-200-Meter-Freistilstaffel und Vierter über 1500 Meter. Über 400 Meter Freistil gewann er die Silbermedaille hinter dem Dänen Jacob Carstensen. Im August 1997 wurden die Pan Pacific Swimming Championships in Fukuoka ausgetragen. Carvin gewann Gold mit der 4-mal-200-Meter-Freistilstaffel. Über 400 Meter Freistil wurde er Dritter hinter den Australiern Grant Hackett und Ian Thorpe. Über 800 Meter Freistil siegte Hackett vor den beiden Schwimmern aus den Vereinigten Staaten Chad Carvin und Tyler Painter. Über 1500 Meter Freistil gewann Hackett vor Painter und Carvin. 1999 bei den Pan Pacific Championships in Sydney wurde Carvin Vierter über 200 Meter Freistil und über 400 Meter Freistil. Mit der 4-mal-200-Meter-Freistilstaffel gewann er die Silbermedaille.
Im Jahr darauf fanden die Kurzbahnweltmeisterschaften 2000 in Athen statt. Über 200 Meter Freistil wurde er Dritter hinter dem Ungarn Béla Szabados und dem Italiener Massimiliano Rosolino. Über 400 Meter Freistil gewann Carvin vor dem Briten Paul Palmer und Rosolino. Seine dritte Medaille auf einer Einzelstrecke gewann Carvin als Dritter über 1500 Meter Freistil hinter dem Deutschen Jörg Hoffmann und dem Ukrainer Ihor Tscherwynskyj. Eine zweite Goldmedaille erschwamm Carvin mit der 4-mal-200-Meter-Freistilstaffel in der Besetzung Josh Davis, Neil Walker, Scott Tucker und Chad Carvin. Ein halbes Jahr später bei den Olympischen Spielen 2000 in Sydney war Carvin Fünftschnellster der Vorläufe über 400 Meter Freistil. Im Finale setzten sich Ian Thorpe und Massimiliano Rosolino deutlich vom Feld ab. Die anderen schlugen innerhalb von anderthalb Sekunden an, Carvin belegte den sechsten Platz. Die 4-mal-200-Meter-Freistilstaffel mit Chad Carvin, Nate Dusing, Jamie Rauch und Klete Keller erreichte das Finale mit der zweitschnellsten Vorlaufzeit. Im Endlauf schwammen Scott Goldblatt, Josh Davis, Jamie Rauch und Klete Keller über viereinhalb Sekunden schneller als die Vorlaufstaffel. Im Ziel hatten sie fünfeinhalb Sekunden Rückstand auf die australischen Olympiasieger und 0,06 Sekunden Vorsprung vor den drittplatzierten Niederländern. Auch die nur im Staffelvorlauf eingesetzten Schwimmer erhielten bei der Siegerehrung Medaillen.
2001 bei den Weltmeisterschaften in Fukuoka belegte Carvin den fünften Platz über 400 Meter Freistil. Die 4-mal-200-Meter-Freistilstaffel in der Besetzung Scott Goldblatt, Nate Dusing, Chad Carvin und Klete Keller gewann die Bronzemedaille hinter den Australiern und den Italienern. Im Jahr darauf fanden die Kurzbahnweltmeisterschaften 2002 in Moskau statt. Über 200 Meter Freistil belegte Carvin den vierten Platz. Die 4-mal-200-Meter-Freistilstaffel mit Klete Keller, Scott Tucker, Erik Vendt und Chad Carvin wurde Dritte hinter den Australiern und den Russen. Über 400 Meter Freistil siegte Grant Hackett vor dem Tschechen Květoslav Svoboda, Chad Carvin erhielt die Bronzemedaille. Vier Monate später gewann Carvin mit der 4-mal-200-Meter-Freistilstaffel die Silbermedaille bei den Pan Pacific Swimming Championships in Yokohama.
2003 bei den Weltmeisterschaften in Barcelona belegte Carvin den siebten Platz über 400 Meter Freistil. Die 4-mal-200-Meter-Freistilstaffel erreichte mit Scott Goldblatt, Chad Carvin, Kevin Clements und Klete Keller das Finale als vorlaufschnellste Staffel. Im Finale siegten die Australier vor Michael Phelps, Nate Dusing, Aaron Peirsol und Klete Keller. Alle sieben Schwimmer aus den Vereinigten Staaten erhielten eine Silbermedaille. Nachdem sich Carvin nicht für das Olympiateam 2004 qualifizieren konnte, waren die Kurzbahnweltmeisterschaften 2004 im Oktober 2004 in Indianapolis seine letzte große Meisterschaft. Er gewann Gold mit der 4-mal-200-Meter-Freistilstaffel in der Besetzung Justin Mortimer, Daniel Ketchum, Chad Carvin und Ryan Lochte. Über 400 Meter Freistil wurde er mit drei Sekunden Rückstand Zweiter hinter dem Russen Juri Prilikow.